# Wild Wheels
Wild Wheels es un videojuego de 1991 distribuido por Ocean Software.

## Jugabilidad
Wild Wheels es un juego en el cual dos equipos de cinco autos equipados para el combate de arena juegan un deporte que involucra meter una bola de metal gigante en el arco del oponente para hacer goles.

## Recepción
Alan Emrich reseñó el juego para Computer Gaming World y dijo que «Wild Wheels es un juego de arcade grandioso con jugabilidad palpitante, sacudidora de palancas y destructora de muñecas que un buen "deporte de computadora" puede tener».
Brian Nesbitt de The One for ST Games hubiera querido más opciones para jugar el deporte, pero concluyó que «Wild Wheels no va a mantener a nadie pegado a la pantalla durante horas y horas, pero los hará regresar una y otra vez por cortos periodos».
Amiga Action sintió que el juego no fue adictivo y no pudo recomendarlo, pero consideró que la presentación fue regular.
A CU Amiga le gustó el híbrido de los géneros de autos y fútbol, pero consideró a su jugabilidad repetitiva.
Stuart Campbell de Amiga Power quedó decepcionado y se quejó de que «la mediocridad es mejor que ser pura basura, pero no es nada por lo que se deba gastar dinero duramente ganado (o incluso el no tan duramente ganado)».
Amiga Format consideró a la jugabilidad escasa y el desafío mínimo.
David Upchurch de ACE sintió que los jugadores se interesarían en el juego para averiguar acerca de las características de los vehículos más caros, pero «aunque esto ayude, no compensan la falta de habilidad real o sutileza necesarias para triunfar».